# Олсоп, Марин
Марин Олсоп (англ. Marin Alsop; род. 16 октября 1956, Манхэттен, Нью-Йорк) — американская скрипачка и дирижёр. Руководитель Балтиморского симфонического оркестра и главный дирижёр Симфонического оркестра Венского радио и фестиваля Ravinia. В 2020 году избрана членом Американского философского общества.

## Биография
Марин Олсоп родилась в семье профессиональных музыкантов в Нью-Йорке 16 октября 1956 года. Образование она получила в частной школе-интернате Masters School, а также занималась скрипкой в подготовительном отделении Джульярда ('72). Окончив школу Марин поступила в Йельский университет, позже перешла в Джульярдскую школу, где получила степени бакалавра BM ('77) и магистра MM ('78) по игре на скрипке. Во время учёбы в Джульярде Олсоп уже играла с такими оркестрами, как Нью-Йоркский филармонический оркестр и Нью-Йоркский городской балет. В 1981 году она основала струнный ансамбль String Fever. Несколькими годами позднее, в 1984, она основывает оркестр из 50 человек Concordia, специализирующийся на американской музыке 20-го века. В 1989 году Марин Олсоп получила премию Кусевицкого, как выдающийся студент-дирижер Музыкального центра Тэнглвуд, там же она познакомилась со своим будущим наставником Леонардом Бернстайном. 18 июня 2021 года в парке Дамрош на 116-й церемонии открытия Джульярда, где она выступала с докладом, ей было присвоено звание почетного доктора музыки.

### Личная жизнь
С 1990 года семейным партнером Олсоп является валторнистка Кристин Юркшайт (Kristin Jurkscheit), они вместе воспитывают сына. Когда Олсоп руководила Колорадским симфоническим оркестром, в котором играла Юркшайт, то у многих стали возникать вопросы, на что Олсоп ответила, что их отношения начались намного раньше её назначения руководителем, а также, что она достаточна профессиональна, чтобы не переносить личностные отношения на рабочий процесс.

## Карьера
С 1992 по 2016 год Олсоп была музыкальным руководителем Фестиваля современной музыки Кабрильо. С 1993 по 2005 год — главным дирижёром, а затем музыкальным руководителем Колорадского симфонического оркестра. С 1988 по 1990 Марин была младшим дирижёром Симфонического оркестра Ричмонда в Ричмонде, штат Вирджиния, музыкальным руководителем Симфонического оркестра Юджина в Юджине, штат Орегон (1989 по 1996 год), креативным дирижёром Симфонического оркестра Сент-Луиса с 1994 по 1996 год. В 2002 году она основала Общество дирижёров Taki Concordia для женщин-дирижеров. 20 сентября 2005 года Олсоп стала первым дирижёром, получившим стипендию Макартура.

### Балтиморский симфонический оркестр
В сентябре 2007 года Олсоп назначили 12-м музыкальным руководителем Балтиморского симфонического оркестра (BSO), на концертный сезон 2006—2007 годов. Этот выбор был примечателен тем, что Марин Олсоп была первой женщиной, занявшей эту должность в таком крупном американском оркестре. Разногласия вокруг объявления об избрании её кандидатуры следующим музыкальным директором BSO возникли из-за значительного сопротивления со стороны музыкантов оркестра, которые имели некоторые трудности с поиском подходящих кандидатов и не могли собрать необходимое количество голосов при голосовании. В процессе знакомства и дальнейшего общения все разногласия сгладились. В июне 2009 года оркестр объявил о продлении её контракта ещё на пять лет, до августа 2015 года. В июле 2013 года BSO объявила о дальнейшем продлении её контракта в качестве музыкального директора на сезон 2020—2021 годов. В феврале 2020 года Baltimore Symphony объявил, что Олсоп завершает свое руководство оркестром в конце сезона 2020—2021 годов, с получением звания музыкального директора-лауреата. 

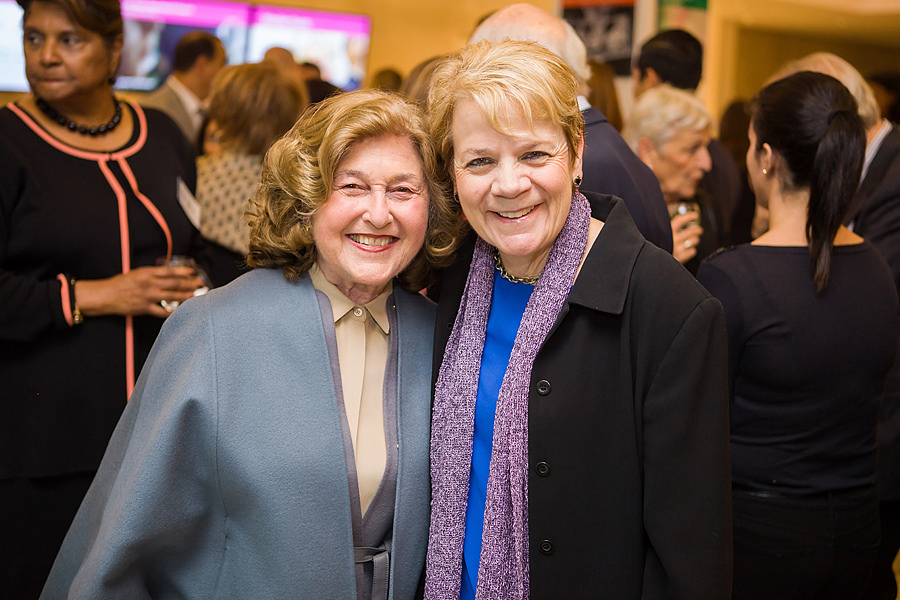
Реда Беккер (член совета директоров TFA в Балтиморе) — Марин Олсоп (музыкальный руководитель, Балтиморский симфонический оркестр)

Олсоп с Балтиморским симфоническим оркестром сделали несколько больших проектов, таких как серию фильмов, опубликованных в сети Интернет, бесплатный подкаст на iTunes, «Clueless About Classical» и программу «OrchKids», последняя из которых предназначена для детей из малообеспеченных семей в Балтиморе и основана на венесуэльской программе El Sistema.
В 2008 году Марин Олсоп была избрана членом Американской академии искусств и наук. В августе 2015 года Олсоп была назначена директором по дирижированию в Институте Пибоди Университета Джонса Хопкинса, сменив на этом посту одного из своих наставников Густава Мейера.

### Фестиваль Равинии
В 2020 году Олсоп стала первым главным дирижёром фестиваля в Равинии.

### За пределами США
В Великобритании Олсоп выступала как главный приглашенный дирижёр Королевского Шотландского национального оркестра и Симфонического Лондонского оркестра. С 2002 по 2008 год она была главным дирижёром Борнмутского симфонического оркестра (Борнмут, Южная Каролина), став первой женщиной-главным дирижёром в истории оркестра. В 2003 году она была признана артистом года по версии журнала Gramophone, а в том же сезоне получила дирижёрскую премию Королевского филармонического общества. В апреле 2007 года входила в восьмерку дирижёров британских оркестров, поддерживающих десятилетний манифест о популяризации классической музыки в Великобритании «Building on Excellence: Orchestras for the 21st Century», а также идею бесплатного входа всех британских школьников на концерты классической музыки. 7 ноября того же года в Борнмутском университете Олсоп получила почетную степень доктора музыки. В сезоне 2011—2012 годов она работала на постоянной основе в лондонском Саутбэнк Центре.
В 2012 году Олсоп стала главным дирижёром Государственного симфонического оркестра Сан-Паулу (OSESP), первой женщиной-главным дирижёром OSESP. В июле 2013 года OSESP присвоил ей звание музыкального руководителя, а в апреле 2015 года продлил её контракт до конца 2019 года. Она возглавила оркестр в европейском турне, включая его первое выступление на Променад-концерте в августе 2012 года. В октябре 2013 года посетили Европу с концертами в Берлине, Лондоне, Париже, Зальцбурге и Вене, а также в августе 2016 года. В декабре 2017 года OSESP объявил, что Олсоп уйдет с поста музыкального директора в декабре 2019 года.
В 2010, 2013, 2015 и 2016 годах Олсоп была дирижёром Бельгийского национального оркестра на Конкурсе королевы Елизаветы.
7 сентября 2013 года Олсоп впервые в истории стала женщиной-дирижером Last Night of The Proms, затем 12 сентября 2015 года дирижировала Last Night. 4 сентября 2014 года ей было присвоено почетное членство в Королевской филармонии.
В 2014 году Олсоп впервые дирижировала симфоническим оркестром Венского радио (Венский региональный оркестр). В январе 2018 года Венский RSO объявил о назначении Олсоп своим следующим главным дирижёром с 1 сентября 2019 года с первоначальным контрактом на 3 года. Она первая женщина-дирижер, назначенная главным дирижёром Венского РЮО. На ежегодном собрании Всемирного экономического форума в Давосе, Швейцария, она присутствовала как лауреат 25-й ежегодной премии Crystal Awards за 2019 год.
С 2020 года Олсоп является резидентом Венского университета музыки и исполнительских искусств.

## Дискография
Олсоп является поклонницей и отличным интерпретатором американской музыки, несмотря на свою устойчивую репутацию в сфере симфонической классики. В 2000 году была записана одна из частей American Classics Series (Naxos Records), посвященная избранным произведениям Сэмюэля Барбера, которую Олсоп записали с Королевским Шотландским национальным оркестром. С 2001 по 2004 года были записаны ещё четыре диска, посвященные творчеству Сэмюэля Барбера.
В 2003 году она выпустила свой первый диск Леонарда Бернстайна, записанный с хором и Борнмутским симфоническим оркестром. В 2005 году вышла постановка оперы Бернштейна «Кандид» с Нью-Йоркским филармоническим оркестром, полностью поставленная Олсоп, которая была номинирована на премию «Эмми» (DVD: PBS Great Performances / Image Entertainment).
В сентябре 2007 года Sony Classics выпустила записанный в июне 2006 года скрипичный концерт Джона Корильяно «Красная скрипка», Балтиморского симфонического оркестра, под дирижированием Олсоп, и скрипачом Джошуа Беллом. Совместно с этим же оркестром она выпустила свой первый концертный релиз для iTunes «Весны священной» Игоря Стравинского. После вступления в должность музыкального директора Балтиморского симфонического оркестра, была записана целая серия записей Дворжака для Naxos. Первый диск из этой серии с Симфонией № 9, Из Нового Света и Симфоническими вариациями был выпущен в феврале 2008 года и был номинирован на звание «Альбом года 2008 года по версии BBC Music Magazine».
Так же в список записей с Naxos входят такие произведения как: симфонический цикл Иоганнеса Брамса с Лондонским филармоническим оркестром (первый коммерчески записанный симфонический цикл Брамса женщиной-дирижером), серию записей с Балтиморским Симфоническим оркестром («Чудесный мандарин» Бартока, Chichester Psalms Бернштейна, симфонии Курта Вайля).
В 2009 году Олсоп выпустил запись мессы Леонарда Бернштейна с Балтиморским СО, которая была номинирована на премию «Грэмми», как лучший классический альбом. В 2010 году её запись Концерта для ударных инструментов Дженнифер Хигдон с Лондонским филармоническим оркестром и солистом Колином Карри была удостоена премии «Грэмми» за лучшую классическую современную композицию. А также другие недавние релизы: симфонии Дворжака № 7 и № 8 с Балтиморским СО, работы Роя Харриса, Аарона Копленда и Барбера, все — Naxos. В 2012 году Олсоп и Балтиморский симфонический оркестр выпустили запись Симфонии № 1 Густава Малера, Naxos.